# Membracoidea
Membracoidea é uma superfamília de insectos da subordem Auchenorrhyncha da ordem Hemiptera que inclui as famílias  Cicadellidae e Membracidae, duas das maiores famílias de homópteros. As restantes famílias deste grupo são pequenas e, em geral, foram incluídas dentro de outras famílias, ainda que todas elas sejam actualmente consideradas como grupos monofiléticos válidos. A família Myerslopiidae, uma das famílias de hemípteros descrita mais recientemente, é considerada um táxon relíquia. Segundo o Catalogue of Life a superfamília Membracoidea inclui 21 989 espécies..

## Taxonomia
Os dados constantes do Catalogue of Life permitem elaborar o seguinte cladograma:

| Membracoidea | \| \| Cicadellidae \| \| \| \| \| \| Membracidae \| \| \| \| |
|              | \| \| Cicadellidae \| \| \| \| \| \| Membracidae \| \| \| \| |
|              | Cicadellidae                                                 |
|              |                                                              |
|              | Membracidae                                                  |
|              |                                                              |

A superfamília Membracoidea inclui as seguintes famílias:
- Aetalionidae -
- Cicadellidae -
- Eurymelidae -
- Hylicidae -
- Melizoderidae -
- Membracidae -
- Myerslopiidae -
- Ulopidae